# Hillsfar
Advanced Dungeons & Dragons: Hillsfar är ett realtidsstrategispel som utspelar sig under the War of the Lance i Dragonlance-världen i Krynn. Spelaren kontrollerar drakar i uppdrag mot ondskans arméer. Hillsfar släpptes senare för Nintendo Entertainment System (NES) 1993.

### Fotnoter
1. ↑   Video Games & Computer Entertainment Issue 52 May 1993. http://archive.org/details/Video_Games_Computer_Entertainment_Issue_52_May_1993. Läst 24 april 2020